# Casa de Peter G. Thomson
La casa de Peter G. Thomson, comúnmente conocida como Laurel Court, es una mansión de la Edad Dorada localizada en Cincinnati, en el estado de Ohio (Estados Unidos). Figura en el Registro Nacional de Lugares Históricos el 29 de noviembre de 1979.

## Diseño y construcción
Peter G. Thomson, fundador de The Champion Coated Paper Co., comenzó la construcción de Laurel Court en 1902. Seleccionó a James Gamble Rogers, sobrino de la esposa de Peter, Laura Gamble Thomson. Para su diseño Rogers se basó en el Grand Trianon de Versalles. 
La casa está revestida con piedra simple en lugar de los mármoles multicolores del prototipo francés, y es de dos pisos en lugar de uno y adaptada de otra manera para cumplir con los requisitos de una residencia privada de su época. La familia Thomson se mudó a la residencia de College Hill Fue además la residencia del arzobispo de Cincinnati desde 1947 hasta 1977.